# トーア・ブックス
トーア・ブックス（Tor Books）はニューヨーク市を拠点とする、トム・ドハティ・アソシエイツの主要インプリント（ブランド）である出版社。主にサイエンス・フィクションおよびファンタジーを出版している。日本語ではトー・ブックスと表記したり、訳さずにTor booksと表記することがある。

## 社歴
トーアは1980年にトム・ドハティ、ハリエット・マクドゥーガルおよびジム・ビーンによって創設された。この3名に、初期スタートアップチームを形成したバーバラ・ドハティとキャサリン・ペンディルがすぐに加わった。
Tor は同社のロゴマークに図式化されているように「岩がちの丘ないし山の頂き」を意味する古英語の単語である。トーア・ブックスは1987年にセント・マーチン出版に売却された。セント・マーチン出版、ヘンリー・ホルト社およびファラー・ストラウス&ジルーとともに、現在は米国のマクミラン出版社の一部であるホルツブリンク出版グループを形成した。2019年6月に、トーアおよびその他のマクミランの出版社はフラットアイアンビルディングから、エクイタブル・ビルのより広いオフィスに移転した。

## インプリント
トーアはトム・ドハティ・アソシエイツの主要インプリントである。同社には、歴史小説やスリラーなどの一連のフィクション作品を出版するインプリントのフォージ（Forge）もある。トーア・ブックスはさらに若い読者向けのスタースケープ（Starscape、10歳以上向け）とトーア・ティーン（13歳以上向け）の2つのブランドを出版している。また、トーア・ブックスには中編、短編小説、連載小説などの短い作品を主に扱う Tor.com というブランドも有している。
イギリスの姉妹インプリントであるトーアUKもあり、サイエンス・フィクション、ファンタジーおよびホラーを専門としており、コンピューターゲームのフランチャイズに基づくヤングアダルト向けのクロスオーバーフィクションも出版している。トーアUKは一時的にオープンな投稿ポリシーを維持していたが、2013年1月に終了した。
オーブ・ブックスはA・E・ヴァン・ヴォークトの『スラン』などのSFの古典作品を出版している。
トーア・ティーンはコリイ・ドクトロウの『リトル・ブラザー』などのヤングアダルト向けの小説や、オーソン・スコット・カードの『エンダーのゲーム』などの小説を若い読者向けに再パッケージしたものを出版している。
Tor Labs はポッドキャストを運営している。
ドイツの姉妹インプリントのフィッシャー・トーアは同様にホルツブリンク出版グループの一員であるS.フィッシャー出版のインプリントとして2016年8月に設立された。同社はオリジナルのドイツ語作品と同様に、ドイツ語に翻訳されたさまざまな国の作品を出版している。また、フィッシャー・トーアは、英語のオンライン雑誌のTor.comと同じコンセプトを基にしているが、独自のコンテンツを有するドイツ語のオンライン雑誌 Tor Online も出版している。

## 著者
トーアおよびフォージから出版している著者としてはケヴィン・J・アンダースン、ジーン・ウルフ、スティーヴン・エリクソン、オーソン・スコット・カード、アイリーン・ガン、ジェイムズ・ガン、ジョナサン・キャロル、スティーヴン・グールド、テリー・グッドカインド、サラ・ゲイリー、マイク・コール、メアリ・ロビネット・コワル、チャールズ・デ・リント、フィリップ・K・ディック、コリイ・ドクトロウ、ブランドン・サンダースン、ヴィクトリア・シュバーブ、ロバート・ジョーダン、ジョン・スコルジー、アンドレ・ノートン、グレン・ハーシュバーグ、ブライアン・ハーバート、スティーヴン・ブルースト、スカイラー・ホワイト、リチャード・マシスン、L・E・モデシット・ジュニアおよびハロルド・ロビンズなどがいる。
トーアUKはダグラス・アダムズ、エイドリアン・チャイコフスキー、リューリック・デイビッドソン、アダム・ネヴィル、アマンダ・ホッキング、チャイナ・ミエヴィルなどの作品を出版している。

## 電子書籍
トーアはさまざまな作品を電子書籍として出版しているが、ドハティは2012年に、同年7月までに自社のインプリントでは電子書籍はDRMフリーのものだけど販売することを発表した。1年後、トーアはDRMの排除が電子書籍ビジネスに損害を与えていないことから、その後もDRMフリーの書籍販売を継続すると発表した。
2018年7月にマクミラン出版社およびトーアは、今後はトーアの電子書籍を出版後4ヶ月はOverDriveのようなディジタル配信サービスを通して図書館が購入して貸し出すために提供しないことを発表し、SNSサイトや図書館掲示板で不買運動が広がるきっかけとなった。同社は、電子貸出が電子書籍の小売販売に「直接的かつ悪影響を与える」ことを理由に挙げたが、この変更は「テストプログラム」の一部であり、再評価される可能性があることを示唆した。

## 賞賛
トーアは1988年から2020年まで33年間連続でローカス誌の投票でベストSF出版社に選ばれた。
2014年3月に Worlds Without End はトーアをヴィクター・ゴランツ社に次いで、SF、ファンタジー、ホラー出版物の受賞、ノミネート数が多い出版社に挙げた。その時点で、197人の著者が書いた、723点の小説で316回ノミネートされ、54回受賞していた。その翌年、トーアはゴランツを超えてリストの一位の出版社となった。
2018年3月までに、トーアの記録は対象となったジャンルの16の賞全体で、579回のノミネートと111回の受賞に増加し、576人の著者によって書かれた合計2,353点の小説が出版された。